# Atid (parti politique)
Pour les articles homonymes, voir Atid (homonymie).
Atid (hébreu : עתיד, litt. Futur) est un parti politique israélien éphémère du milieu des années 1990. Il n'est pas lié au parti israélien Atid Ehad.

## Histoire
Le parti a été fondé le 27 novembre 1995 lors de la 13e session de la Knesset lorsqu'une scission du Yiud, lui-même issu d'une scission du Tsomet conséquence des désaccords entre son chef Rafael Eitan et trois autres parlementaires. Deux de ces membres de la Knesset ayant quitté le Tzomet pour le Yiud, Alex Goldfarb et Esther Salmovitz, le quittèrent pour former l'Atid, laissant Gonen Segev seul membre du Yiud.
Le groupe resta membre de la coalition gouvernementale de Shimon Peres, Alex Goldfarb conservant son poste de vice-ministre du Logement et de la Construction. À la fin de la session parlementaire, l'Atid se sépara et ne participa pas aux élections législatives de 1996.

## Référence
- (en) Cet article est partiellement ou en totalité issu de l’article de Wikipédia en anglais intitulé « Atid (political party) » (voir la liste des auteurs).